# 金岭乡
金岭乡，是中华人民共和国西藏自治区昌都市边坝县下辖的一个乡镇级行政单位。

## 行政区划
金岭乡下辖以下地区：
卡许村、玉贡股村、卓格村、郎杰贡村、玉坝村、结玉村和通东村。

## 交通
- 349国道